# 霍頓鎮區 (明尼蘇達州史蒂文斯縣)
霍頓鎮區（英語：Horton Township）是位於美國明尼蘇達州史蒂文斯縣的一個行政鎮區。

## 地方資料
霍頓鎮區的面積為92.89平方千米，當中陸地面積為92.70平方千米，而水域面積為0.19平方千米。根據2020年美國人口普查的數據，當地共有人口189人，而人口密度為每平方千米2.03人。